# Рябов Ігор Сергійович
Рябов Ігор Сергійович — український піаніст і педагог, лауреат міжнародних конкурсів, кандидат мистецтвознавства, доцент Національної музичної академії України ім. П. І. Чайковського, онук піаніста Ігоря Михайловича Рябова.

## Біографія
Народився 25 грудня 1985 року у м. Києві у родині Сергія Рябова та Олени Сікалової.
У 1993—2004 роках навчався у Київській середній спеціальній музичній школі ім. М. В. Лисенка (нині КДМЛ ім. М. В. Лисенка) (викладачі — Ліпатова Ірина Олексіївна, Рябов Ігор Михайлович). У 2009 році з відзнакою закінчив Національну музичну академію України ім. П. І. Чайковського (викладач -Сергій Ігорович Рябов).
У 2017 році захистив дисертацію на тему «Виконавський тип як феномен фортепіанної культури на межі ХХ та ХХІ століть (на матеріалі Міжнародного конкурсу молодих піаністів пам'яті В. Горовиця)» та отримав науковий ступінь кандидата мистецтвознавства.
З 2007 року почав викладати у Київській середній спеціалізованій музичній школі ім. М. В. Лисенка (нині Київський державний музичний ліцей ім. М. В. Лисенка) (з 2017 року викладач-методист);
У 2014 році І. Рябов почав працювати у Національна музична академія України імені Петра Чайковського (з 2021 року доцент).
Гастролює як соліст в Україні, Росії, Болгарії, Греції, Республіці Білорусь, Німеччині та США з концертними програмами з творів композиторів різних епох та музичних напрямків
Виконавець співпрацює з диригентами України: Ігорем Палкіним, Наталією Пономарчук, Євгеном Тутевичем, Йосипом Созанським, Миколою Лисенком та ін.

## Родина
Дід — Ігор Михайлович Рябов — піаніст, педагог, Заслужений діяч мистецтв України, професор;
Бабуся — Орлова Ольга Григорівна — піаністка, педагог, кавалер ордену Княгині Ольги III ступеню;
Тато — Рябов Сергій Ігорович — піаніст, педагог, доцент Національної музичної академії України;
Мати — Сікалова Олена Вадимівна — піаністка, педагог, доцент Національної музичної академії України.

## Діяльність та досягнення
У 2015 році на лейблі «Vox Coelestis» вийшов перший сольний диск Ігоря Сергійовича із записом творів І. С. Баха — Ф. Ліста, Й. С. Баха — О. Зілоті, С. Рахманінова та О. Скрябіна (Веймар, Німеччина). Також зроблені записи двох циклів Етюдів-картин С. Рахманінова тв. 33 та 39 та двох циклів М. Регера («Мрії біля каміну» та «Чотири спеціальні етюди для лівої руки»), що доступні до прослуховування на популярних онлайн платформах: amazon.com, iTunes, Google play та ін.;
З 2020 по 2022 роки Ігор Рябов підготував та виконав цикл концертів до 250-річчя з дня народження Л. ван Бетховена. До циклу увійшли усі 32 сонати композитора.
Значну частину творчої, методичної та наукової діяльності музикант присвячує популяризації творчості українських композиторів. Зокрема:
У 2022 році на запрошення Творчої майстерні "Art Fest UA" та у співпраці з Благодійним фондом "Розвиток та захист України", зіграв низку благодійних концертів на підтримку ВСУ в концертних залах України. У концертах прозвучала монографічна програма з творів титана української фортепіанної музики - Віктора Степановича Косенка, що сприяло популяризації геніальної музики видатного митця нашої батьківщини.
У 2023 році до ювілею В. Барвінського піаніст приготував монографічну програму з творів композитора, що прозвучала у Києві, Одесі, Рівному, Кременці та на батьківщині митця - у Тернополі.

## Методична робота
Ігор Рябов проводить майстер-класи, лекційні заняття та концерти-лекції в рамках курсів підвищення кваліфікації викладачів фортепіано шкіл естетичного виховання та фахових музичних коледжів на запрошення Вінницького обласного навчально-методичного центру галузі культури, мистецтв та туризм,  Центру неперервної культурно-мистецької освіти Національної академії керівних кадрів культури і мистецтв та інших освітніх організацій.
У 2021 році Ігор Рябов започаткував YouTube-проєкт «Виконавська майстерність піаніста», своєрідний методичний медіапосібник з питань фортепіанного виконавства.

## Видатні учні
- Наталія Кравченко (нар. 1973) – українська піаністка, Заслужена артистка України (2006), лауреатка міжнародних і національних конкурсів і фестивалей.

## Відзнаки
- лауреат міжнародного конкурсу «Cidadeo de Fundao», Португалія;
- лауреат Третього міжнародного молодіжного конкурсу фортепіанних ансамблів ім. С. В. Рахманінова, Росія (з Наталією Коротіною);
- диплом кращого концертмейстера на ІІ  Міжнародному конкурсі ім. Л. Алєксандровської, Республіка Білорусь;
- лауреат та володар спеціального призу за краще виконання творів С. Рахманінова на Другому міжнародному фортепіанному конкурсі «Великі вчителі», Болгарія;
- диплом кращого концертмейстера на ІІ Міжнародному фестивалі-конкурсі «Перлини Мистецтва», Україна;
- 2020 р. — отримав вищу нагороду ВГО «Країна» — медаль «За служіння мистецтву»[22][23]

## Публікації
1) Рябов И. О причинах возникновения «пианистов-перфекционистов» во второй половине ХХ века / И. Рябов // Дослідження. Досвід. Спогади: зб. праць / гол. ред.-упор. В. П. Шерстюк. — К., 2012. — Вип. 9. — С. 143—150.
2) Рябов И. Черты постмодернизма в фортепианной исполнительской культуре на рубеже ХХ и XXI веков / И. Рябов // Київське музикознавство. Культурологія та мистецтвознавство: зб. статей. — К., 2013. — Вип. 47. — С.  242—250.
3) Рябов И. Исполнительский тип фортепианного исполнительства в культуре рубежа ХХ — XXI вв. / И. Рябов // Культура. Наука. Творчество: VII Междунар. науч.-практ. конф., Минск, 29-30 мая 2013 г. : сб. науч. ст. / Мин-во культуры Респ. Беларусь, Белорус. гос.  ун-т культуры и искусств;  науч. ред. В. Р. Языкович. — Минск: БГУКИ, 2013. — С. 180—184.
4) Рябов И. Основные факторы и условия процесса развития фортепианного исполнительского искусства в ХХ ст. / И. Рябов // Культура: открытый формат — 2013 (библиотековедение, библиографоведение и книговедение, искусствоведение, культурология, музееведение, социокультурная деятельность): сб. науч. ст. / ред. совет: В. Р. Языкович (председатель) [и др.]; сост.: Т. Н. Бабич, Ю. А. Переверзева, Е. Н. Шаройко ; Мин-во культуры Респ. Беларусь, Белорус. гос. ун-т культуры и искусств. — Минск: БГУКИ, 2013. — С. 230—234.
5) Рябов И. Исполнительский тип фортепианного искусства ХХ — XXI вв. / И. Рябов // Мастацкая і музычная адукацыя. — Навукова-метадычны часопіс. — 2014. — № 1 (7). — С. 10–13.
6) Рябов И. Понятие «исполнительский тезаурус» как отображение духовных и профессиональных качеств артиста / И. Рябов // Київське музикознавство. Культурологія та мистецтвознавство: зб. ст. — К., 2014. — Вип. 48. — С. 195—208.
7) Рябов І. Диференціації виконавців-піаністів (аналіз деяких концепцій ХХ ст.) / І. Рябов // Часопис Національної музичної академії України ім. П. І. Чайковського: науковий журнал. — 2014. — № 3 (24). — С. 68–76.
8) Рябов І. Виконавський тезаурус піаніста: метод аналізу / І. Рябов // Вісник Національної академії керівних кадрів культури і мистецтв: науковий журнал. — К. : Міленіум, 2016. — № 3. — С. 89–93.
9) Рябов І. Відчуття ритму як засіб виконавської виразності / І. Рябов // Загальне та спеціалізоване фортепіано: досягнення та перспективи: зб. наук.-метод праць викладачів. — Вип. 1. — Ред.-упоряд. Т. Омельченко. — Київ, НМАУ, 2018 . — С. 60-66.
10) Рябов І. Синтез романтичних, барокових та національних рис у циклі «11 етюдів у формі старовинних танців» В. Косенка / І. Рябов // Віктор Косенко, його доба і культура ХХІ століття: науковий збірник матеріалів І Науково-практичної конференції, присвяченої 80-річчю створення Музею-квартири В. С. Косенка. — К., 2020. — С. 66-72
11) Рябов І. Постмодернізм та фортепіанне виконавство: гра, симуляція та полістилістика / І. Рябов // The world of science and innovation. Proceedings of the 9th International scientific and practical conference. Cognum Publishing House. London, United Kingdom. 2021. P. 611—622.
12) Рябов І. Репертуарний план у класі фортепіано як основа розвитку виконавської майстерності піаніста / І. Рябов // Музичне мистецтво ХХІ століття — історія, теорія, практика: збірник наукових праць інституту музичного мистецтва Дрогобицького державного педагогічного університету імені Івана Франка / [загальна редакція та упорядкування А. Душного]. — Дрогобич — Кельце — Каунас — Алмати — Банська Бистриця: Посвіт, 2021. Вип. 7. — С. 51-57.
13) Рябов І. Особливості сонатних циклів середнього періоду творчості Л. ван Бетховена / Рябов І. // Наукові записки. Серія «Психолого-педагогічні науки» (Ніжинський державний університет імені Миколи Гоголя) / за заг. ред. В. В. Бурназової. Ніжин: НДУ ім. М. Гоголя, 2021. No 2. — С.49-56.